# Центральный район (Воронеж)
Центральный район — внутригородской район Воронежа, названный по своему расположению в городе.
Площадь района составляет 6396 га. Район является самым маленьким по населению в городе. Здесь сосредоточена историческая часть города. Ведётся активная застройка.
Руководитель управы Центрального района — Галкин Игорь Николаевич .

## География
Граница района проходит по улицам : Софьи Перовской, Володарского, Белинского, Фрунзе, Гора Металлистов, Плехановская; железнодорожным путям ЮВЖД, улицам : Свердлова, Урицкого, Транспортной, переулку Здоровья, Олимпийскому бульвару, Московскому проспекту, границе Воронежской нагорной дубравы, руслу реки Воронеж.
Центральный район города входит в тройку районов (Ленинский, Центральный, Коминтерновский), образующих деловой и исторический центр современного Воронежа.
Площади: Советская площадь, площадь Победы, Площадь Никитина, юго-восточная часть Университетской площади, восточная часть Площади Застава, северо-восточная часть площади Ленина. На площади Победы расположена стела Победы. На центральной площади города расположен Кольцовский сквер со светомузыкальным фонтаном.
Основные улицы: проспект Революции, Карла Маркса, Кольцовская, Плехановская, Ломоносова.
На территории района растёт одно из старейших деревьев города — сосна возрастом около 300 лет.

## Население
| 1959    | 1970     | 1979     | 1989     | 2002    | 2009    | 2010    |
| ------- | -------- | -------- | -------- | ------- | ------- | ------- |
| 111 116 | ↗126 460 | ↘107 389 | ↘100 701 | ↘78 350 | ↘73 079 | ↗79 372 |

## История района
26 августа 1957 года к Центральному району был присоединён Кагановичский район.

## Театры
- Государственный Воронежский академический театр драмы имени А. Кольцова — (просп. Революции, 55)
- Воронежский театр кукол «Шут» (просп. Революции, 50)
- Воронежский Камерный театр (ул. Карла Маркса, 55А)
- Театр юного зрителя (ул. Дзержинского, 10а)
- Воронежская филармония (Воронеж, пл. Ленина 1А)
- Театр Одного (Воронеж, ул. Володарского, 37А, в здании кинотеатра Иллюзион)
- Дом Актёра (Воронеж, ул. Дзержинского, 5)
- Воронежский концертный зал (Воронеж, Театральная ул., 17)

## Фонтаны

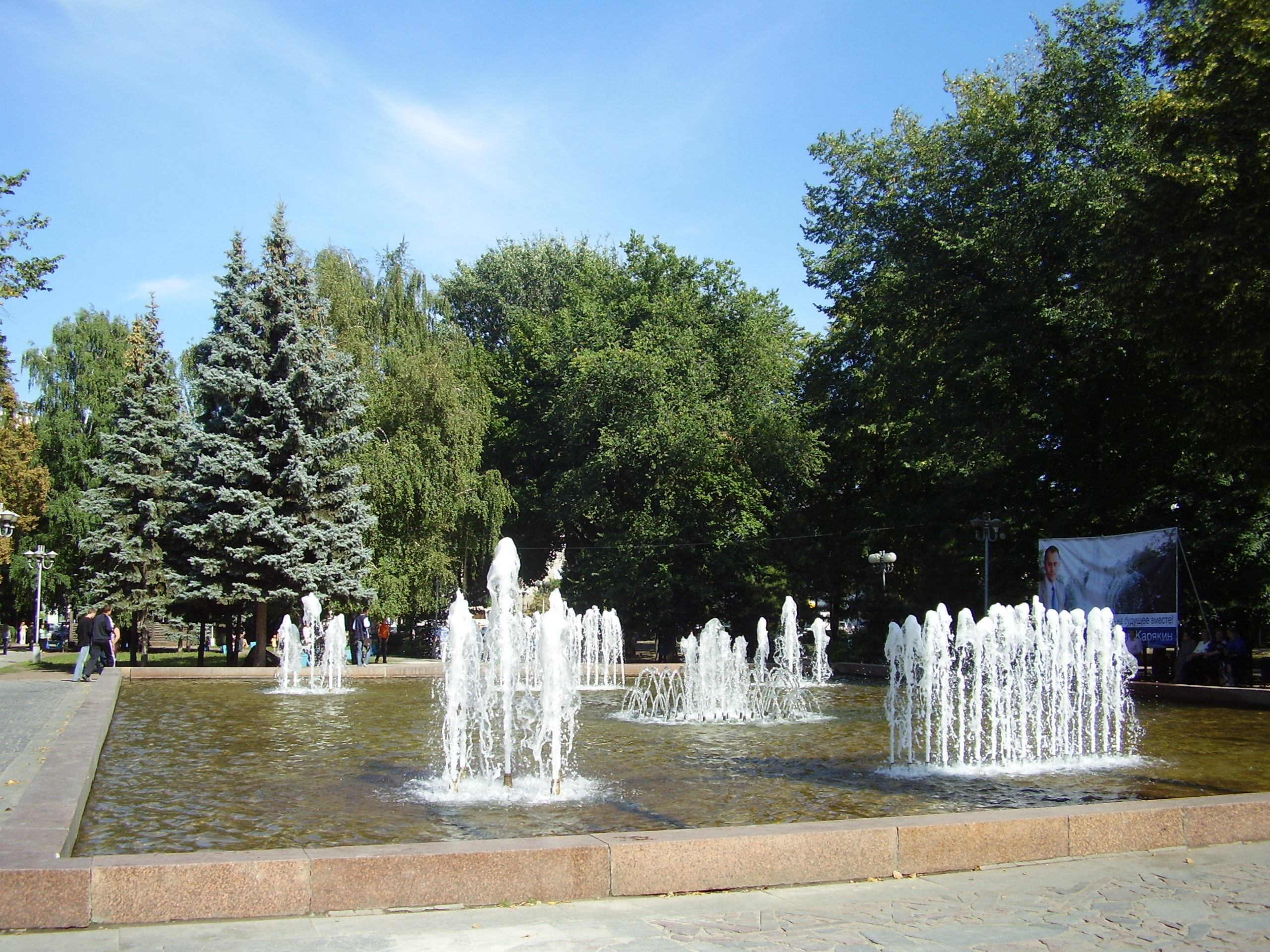
Кольцовский сквер

В городе в 2012 году существуют фонтаны:
- в Петровском сквере,
- в Кольцовском сквере,
- у Театра кукол «Шут»,
- рядом с площадью Победы,
- в парке «Орленок»,
- фонтан «Парящий камень» в сквере у Дома Офицеров,
- фонтан на Советской площади.

## Парки
- Кольцовский сквер
- Петровский сквер
- Парк «Орленок»
- Дендрарий ВГЛТА (ул. Тимирязева, доступ ограничен)
- Дендрологический парк им. К. Д. Глинки
- Центральный парк культуры и отдыха (ул. Ленина, ул. Берёзовая Роща, ул. Ипподромная)
- Лесопарк Научно-исследовательского института лесной генетики и селекции (ул. Ломоносова)
- Сквер Северный при ВГАУ
- Ботанический сад им. Келлера при ВГАУ

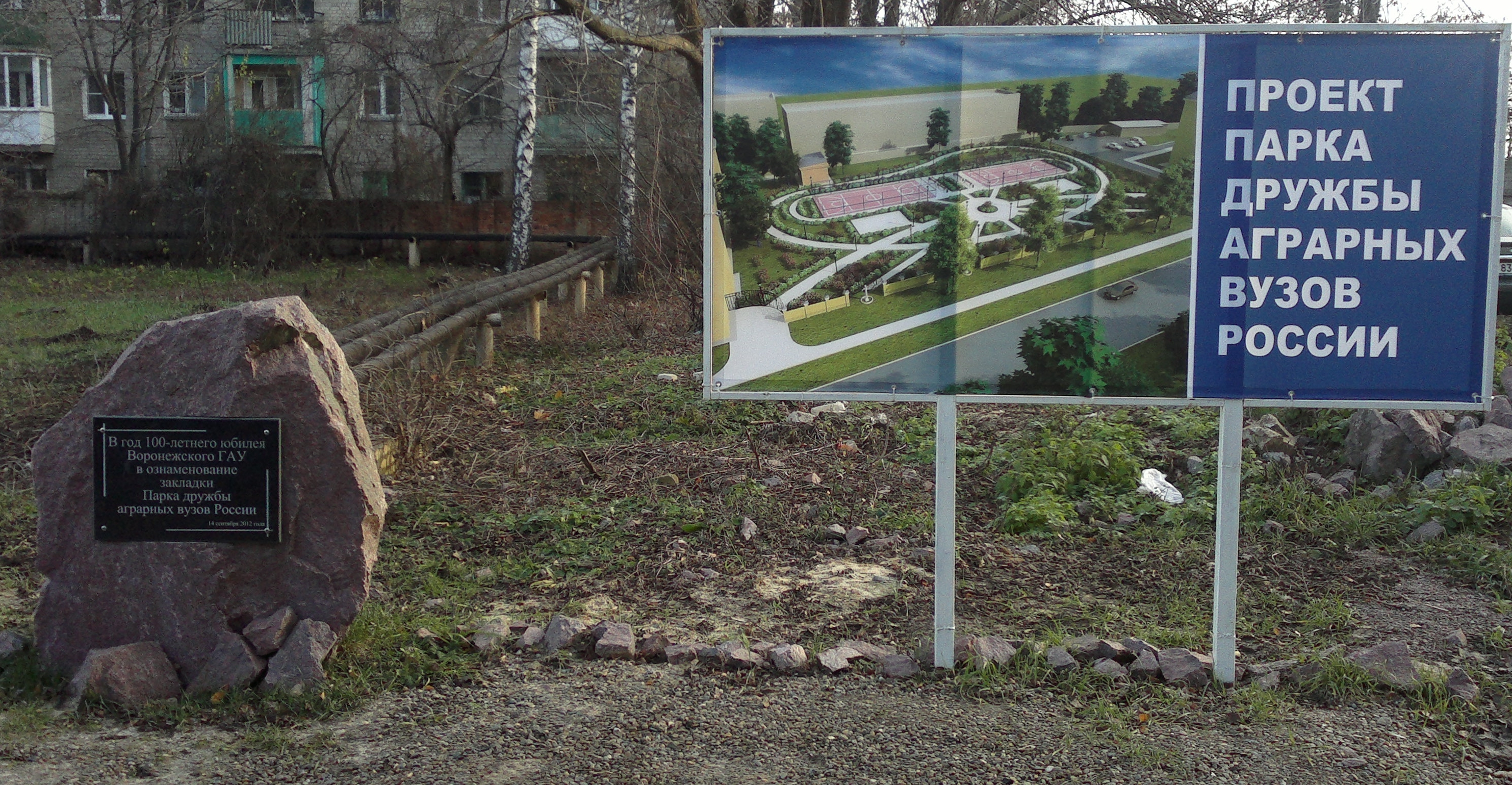
Закладной камень парка дружбы аграрных вузов России

- Парк дружбы аграрных вузов России

## Архитектура района

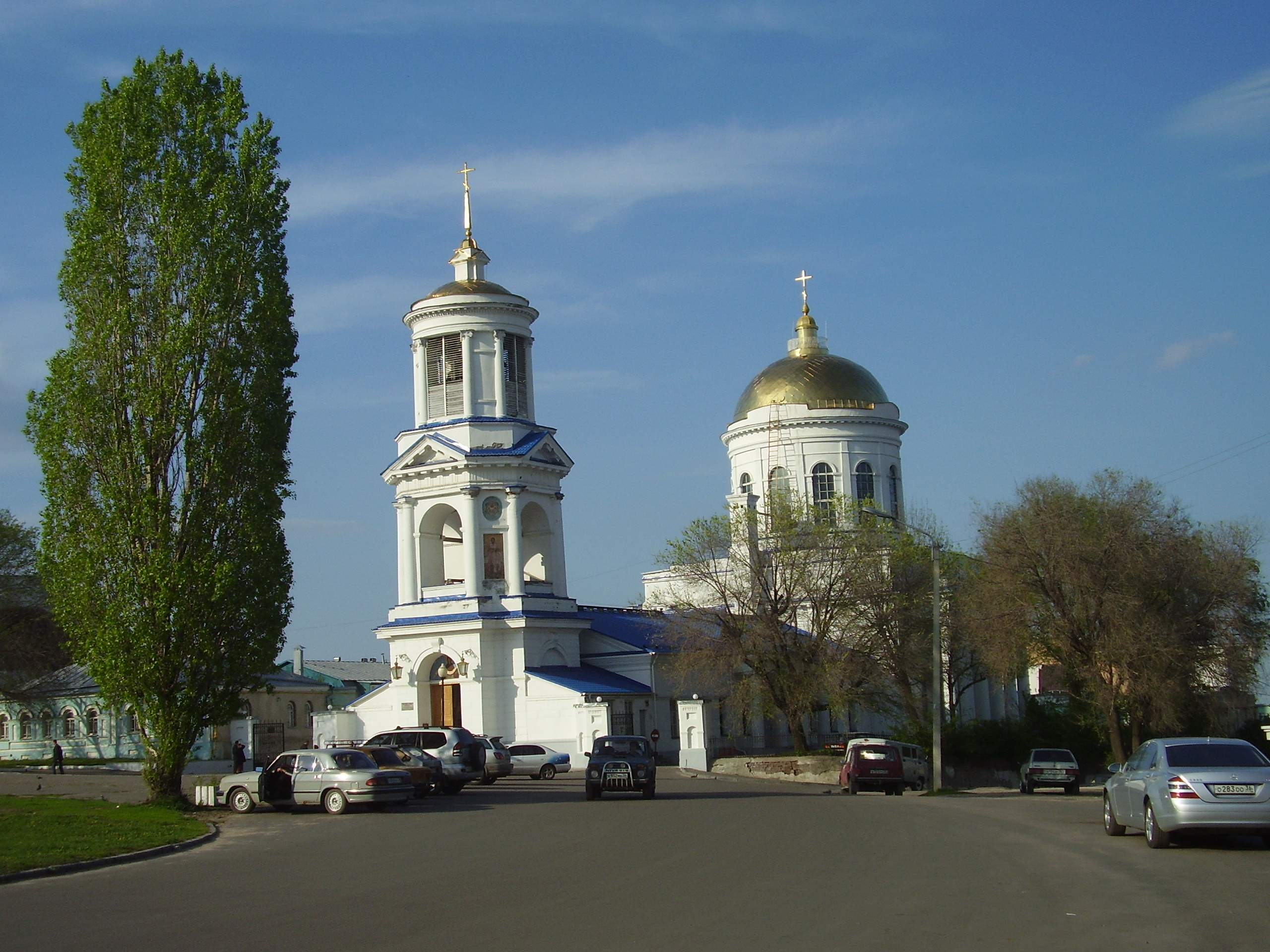
Покровский собор

На территории района расположен Покровский кафедральный собор Воронежа (Советская площадь), Благовещенский кафедральный собор и множество других храмов.

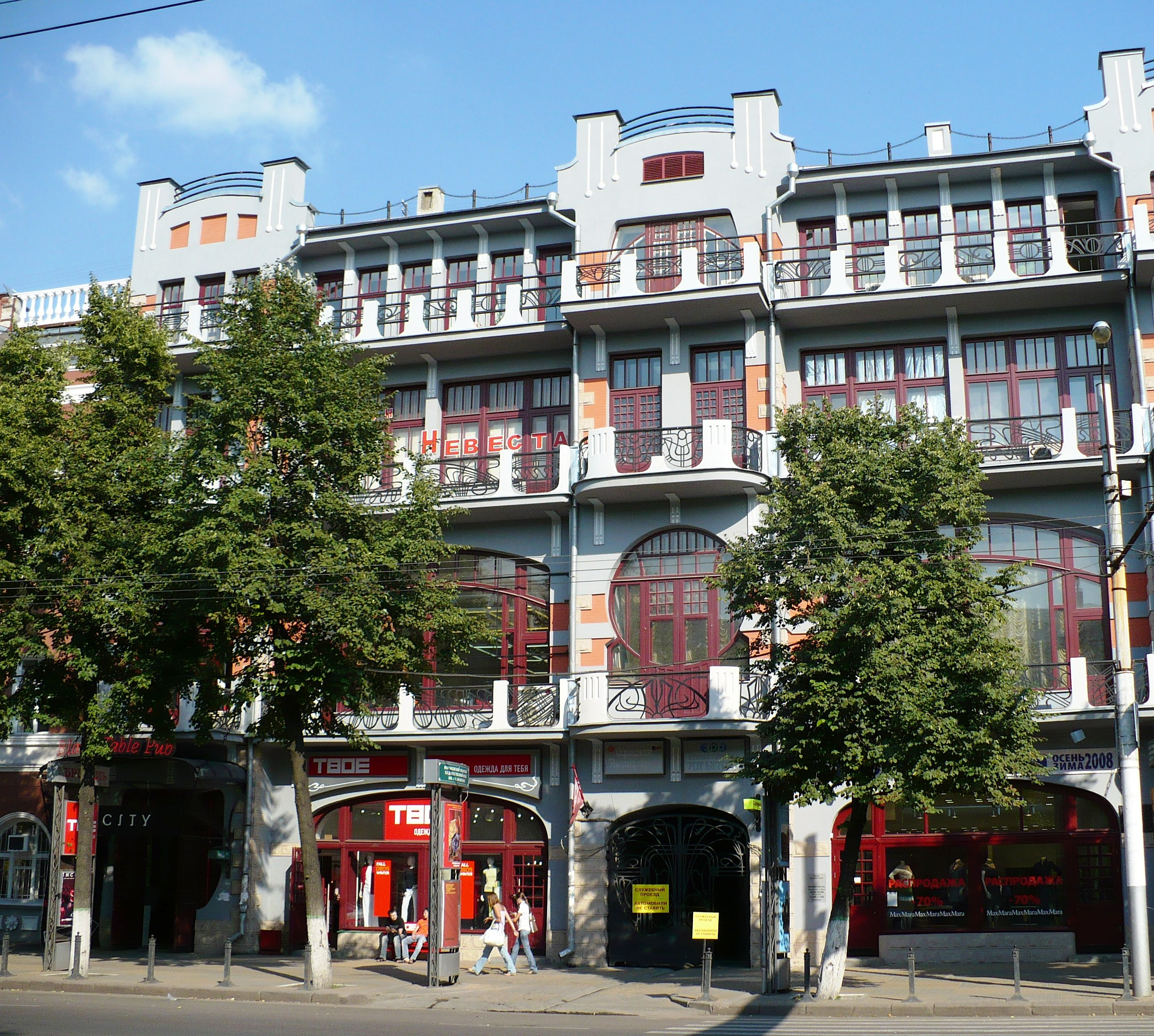
Воронеж, Здание гостиницы «Бристоль» (1909—1910)

В 1786—1787 годах по проекту Джакомо Кваренги как часть неосуществленного комплекса общественных зданий Дом казённой палаты (проспект Революции, 21) был возведен при генерал-губернаторе Черткове для казённой палаты.

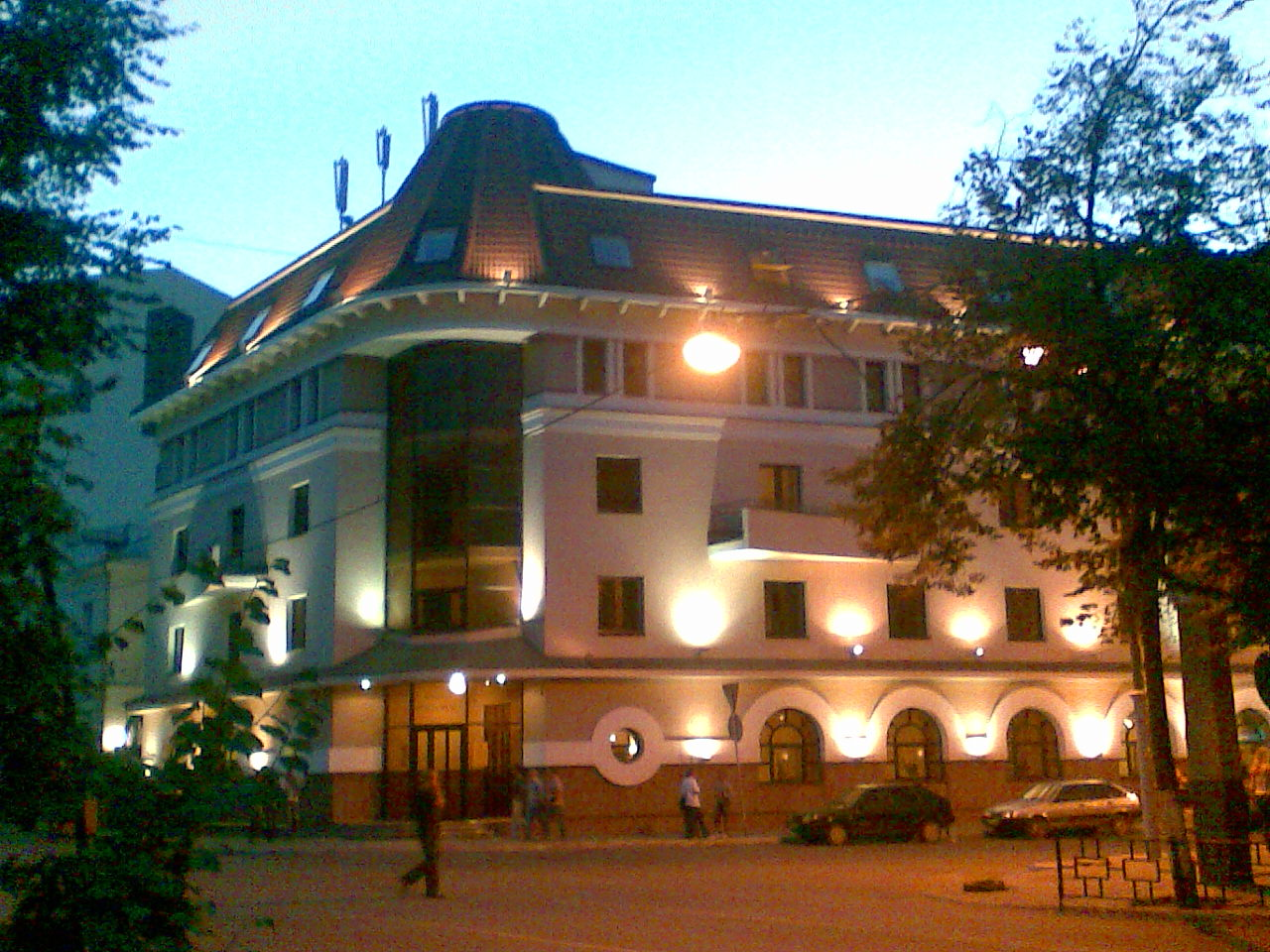
Пятизвёздочный «Арт-Отель»

В 1811—1813 годы по проекту городского архитектора Т. С. Кондратьева в стиле ампир было построено двухэтажное здание, Дом Тулиновых (проспект Революции, 30). В 1818 году в этом доме останавливался Александр I, а в июле 1837 года два дня провел здесь наследник престола, будущий император Александр II вместе с поэтом Василием Жуковским.
В 1909—1910 годы по проекту инженера М. Е. Фурманова было построено здание гостиницы «Бристоль» (проспект Революции, 43). При строительстве был использован железобетон. В этом здании впервые в городе заработал грузовой лифт.
В 1928—1932 годы по проекту архитектора Н. В. Троицкого в стиле конструктивизма построено здание Управления ЮВЖД (проспект Революции, 18). Во время Второй мировой войны было разрушено. В 1952 году было перестроено автором в стиле классицизма с включением соседнего здания.
После Великой Отечественной войны при восстановлении Воронежа существовал проект воронежского архитектора Л. В. Руднева строительства административного здания «Дом Советов». Предполагалось построить здание с примерно 16-18 этажами. Его общая высота со шпилем должна была составить 103 метра, что в полтора раза больше, чем высота здания ЮВЖД. На шпиле должна была разместиться звезда (прим. скорее всего пятиконечная). Здание планировалось построить многоярусным сужающимся с высотой. Вместо башни построили 7-этажное здание, ныне занимаемое администрацией Воронежской области. Такая же участь постигла и здание Воронежского Государственного университета, который должен был стать таким высоким как здания МГУ.
- Частые пожары, случавшиеся в Воронеже в течение XVIII века, уничтожили много памятников Петровского времени. Дворец Петра с цитаделью позднее был превращён в шерстомойню. Цейхгауз на острове, также сперва превращённый в шерстомойню, но по Высочайшему указу купленный из частных рук и подаренный городу, с условием ответственности за целость драгоценного памятника. В конце XIX века в нём размещался петровский яхт-клуб. Во время Великой Отечественной войны он был разрушен. После создания Воронежского водохранилища его руины исчезли под водой. На этом месте был намыт Петровский остров[12].
- Дом казённой палаты (проспект Революции, 21) был возведен при генерал-губернаторе Черткове для казённой палаты в 1786—1787 годах по проекту Джа́комо Анто́нио Доме́нико Кваре́нги как часть неосуществленного комплекса общественных зданий[10].

- Дом Тулиновых (проспект Революции, 30) — двухэтажное здание, построенное в стиле ампир в 1811—1813 гг. по проекту городского архитектора Т. С. Кондратьева. В 1818 году в этом доме останавливался Александр I, а в июле 1837 года два дня провел здесь наследник престола, будущий император Александр II вместе с поэтом Василием Жуковским[10].
- дом № 31 (Авиационная улица) — построен около 1901 года. До 1918 года принадлежал портнихе А. Н. Скуратовой. С 1907 года по 1918 год она жила со своим мужем — поляком, дворянином А.-Д. У. Юхневичем, который окончил университет и институт инженеров путей сообщения в Санкт-Петербурге, был кандидатом физико-математических наук. В Воронеже он с 1893 года работал управляющим товарищества «Глинозём», занимавшегося производством кирпича, который использован при строительстве многих зданий города Воронежа. В 1913—1917 годы А.-Д. У. Юхневич был гласным городской Думы.
- дома № 37, 39 (Авиационная улица) — здания входили в одну усадьбу, в которой с середины 1880-х годов до 1918 года жил Иван Карпович Воронов — статист, краевед, литератор.
- * Каменный мост[10] — мост у пересечения улиц Карла Маркса и Чернышевского, который был построен в августе-сентябре 1826 г. по проекту городского архитектора И. А. Блицина при губернаторе Н. И. Кривцове, начавшем активное благоустройство города. В 1984—1986 гг. к 400-летию города было проведено обновление моста, выполненное по проекту архитектора А. В. Поспелова.

На территории активно ведется строительство новых зданий.